# João Ferreira (football)
Pour les articles homonymes, voir João Ferreira.
João Diogo Fonseca Ferreira dit João Ferreira, né le 22 mars 2001 à Vila do Conde au Portugal, est un footballeur portugais qui évolue au poste d'arrière droit à l'AS Saint-Étienne.

## Biographie

### En club
Né à Vila do Conde au Portugal, João Ferreira est formé au Rio Ave FC puis par le Benfica Lisbonne.
En juillet 2019, Ferreira participe aux matchs de présaison de l'équipe première, étant intégré par l'entraîneur Bruno Lage. Il est dans le même temps pressenti pour rejoindre la Juventus FC dans le cadre d'un échange avec Mattia Perin, mais il reste finalement à Benfica.
João Ferreira fait sa première apparition en équipe première à l'occasion d'une rencontre de coupe du Portugal le 21 novembre 2020, face au USD Paredes. Il est titularisé et son équipe s'impose par un but à zéro.
Le 31 août 2021, João Ferreira est prêté pour une saison au Vitória SC. Il parvient à s'imposer comme un titulaire régulier à partir de novembre 2021.
Le 9 janvier 2023, João Ferreira rejoint l'Angleterre pour s'engager en faveur du Watford FC. Il signe un contrat de quatre ans et demi, soit jusqu'en juin 2027.
Le 1er août 2023, João Ferreira est prêté pour une saison à l'Udinese Calcio.
Le 6 août 2025, João Ferreira quitte définitivement le Watford FC afin de signer en faveur de l'AS Saint-Étienne pour un contrat de quatre ans, soit jusqu'en juin 2029.

### En sélection
João Ferreira représente l'équipe du Portugal des moins de 17 ans. Avec cette sélection, il participe au championnat d'Europe des moins de 17 ans en 2018. Lors de cette compétition organisée en Angleterre, il joue trois matchs, tous en tant que titulaire. Son équipe est toutefois éliminée dès la phase de groupe avec un bilan d'un match nul, une victoire et une défaite. Au total João Ferreira joue treize matchs avec les moins de 17 ans entre 2016 et 2018.